# Perec Markiš
Perec Markiš (jidiš: פּרץ מאַרקיש / Perets Markish; 7. prosince 1895 Polonne – 12. srpna 1952 věznice Lubjanka, Moskva) byl ruský a sovětský básník píšící v jidiš. Je považován za jednoho z nejvýznamnějších lyriků sovětské jidiš literatury. Jako člen Židovského protifašistického výboru byl popraven v rámci Noci zavražděných básníků na Stalinův rozkaz.
Mezi jeho nejvýznamnější díla patří poema Di kupe (Hromada), vydaná v roce 1922 v Kyjevě jako odpověď na kyjevské pogromy let 1919–1920, román Dor oys, dor ayn (Generace za generací) z roku 1929 a monumentální báseň Milkhome (Válka) vydaná v roce 1948 jako odpověď na hrůzy druhé světové války. Posmrtně byly před KGB zachráněna a vydána díla Yerushe (Dědictví) v Buenos Aires roce 1959 a po Markišově posmrtné rehabilitaci v Sovětském svazu v roce 1966 román Trot fun doyres (Krok generací), který zpracovává téma hrdinství polských Židů za druhé světové války, zejména pak během povstání ve varšavském ghettu.
Do češtiny je přeložen výbor z poemy Židovské tanečnici a několik básní ze sbírky Yerushe, obojí publikováno v měsíčníku Plav.